# Konstantin Makarewitsch

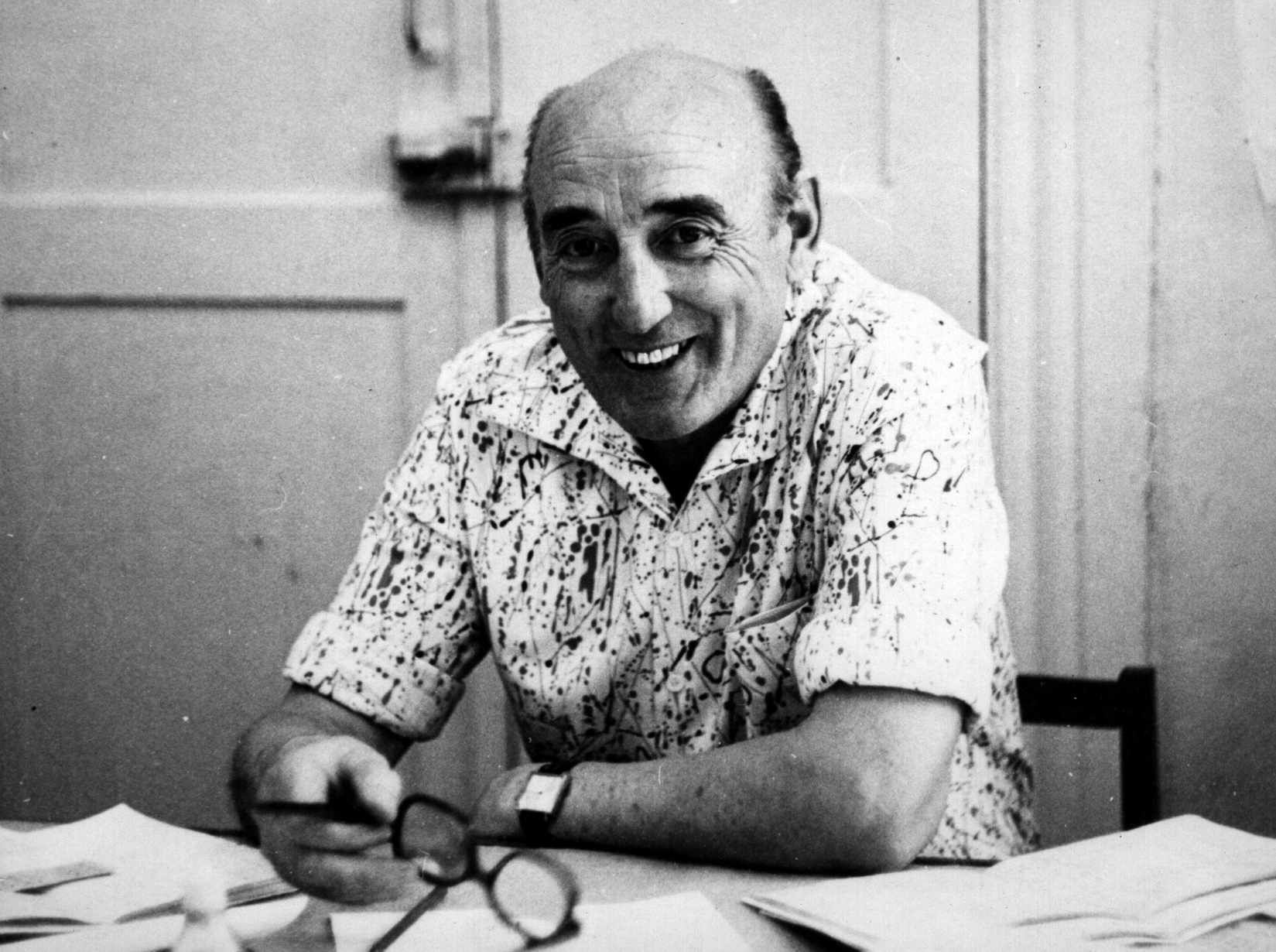
Konstantin Grigorjewitsch Makarewitsch (1980)

Konstantin Grigorjewitsch Makarewitsch (* 25. Januar 1922 in Schadrinsk, Oblast Kurgan; † 17. Juni 2017 in Almaty) war ein sowjetischer und kasachischer Glaziologe. Makarewitsch leistete einen bedeutenden wissenschaftlichen Beitrag zur Entwicklung und Popularisierung der Glaziologie.

## Leben
Makarewitsch wurde in Schadrinsk geboren. Sein Vater, Grigori Nikititsch, arbeitete als Cheftechnologe in der Lebensmittelindustrie und war im Außenhandel tätig; seine Mutter, Lidija Nikolajewna, war Wirtschaftsprüferin.
Ein paar Jahre später zog die Familie nach Swerdlowsk, wo Makarewitsch zuerst an der städtischen Schule, dann an der Bergbau- und Metallfachschule, spezialisiert auf „Mineralverarbeitung“, studierte. Aktiv in verschiedenen Sportarten, spielte er als Torhüter für die Fußballmannschaft von Swerdlowsk „Spartacus“ und besuchte die Touristen-Bergsport-Abteilung. Er erhielt das Abzeichen des Ausgezeichneten Arbeiters „Bereit für Arbeit und Verteidigung“.
Der Besuch der technischen Schule wurde im Oktober 1941 durch die Einberufung zur Armee unterbrochen. Seine Armeeausbildung im Jahr 1941 fand in der 20. Luftlandebrigade auf dem Gebiet der Wolgadeutschen Republik statt. Nach der Auflösung wurde die Brigade zur 26. separaten Kadettenbrigade geschickt, wo er als Kommandant des Flammenwerferzuges diente, an der Kalininer Front kämpfte und an der Schlacht um Moskau teilnahm. Makarewitsch absolvierte die 1. Kiewer Rotbanner-Artillerieschule in Krasnojarsk und wurde Kommandant eines Aufklärungszuges des 837. Artillerieregiments der 307. Infanteriedivision. Er nahm an der Schlacht von Welikije Luki, am Unternehmen Zitadelle, an der Operation Bagration und der Schlacht um Königsberg teil und wurde mit mehreren Orden ausgezeichnet. Er beendete seine Militärlaufbahn als Leutnant, am 21. März 2000 wurde er vom Verteidigungsministerium der Republik Kasachstan mit dem Rang eines Kapitäns ausgezeichnet. Seine Memoiren mit dem Titel Die Teilnahme an dem Großen Vaterländischen Krieg 1941–1945 wurden im Jahr 2015 veröffentlicht. Im Jahr 2016 erschien die zweite Ausgabe seiner Memoiren.
Ab 1944 war er Mitglied der KPdSU. Nach der Demobilisierung der Armee im Jahr 1946 setzte er sein Studium an der Staatlichen Gorki-Universität des Uralgebiets fort. Nach seinem Abschluss schlug man ihm vor, sein Studium an der Graduiertenschule der Kasachischen Akademie der Wissenschaften fortzusetzen. Im März 1956 verteidigte er seine Dissertation über die Bewertung von aufgetauten Gletschern im Lepsy-Fluss-Becken und berechnete erstmals die Eigenschaften von Gletschern nach Beobachtungen des Temperaturregimes an Bergwetterstationen. Diese Berechnungsmethode wurde erst nach 10 Jahren weit verbreitet.
Mehr als 40 Jahre lang war er Leiter der Expeditionen und Forschungsleiter der Internationalen Geophysikalischen Projekte und Programme der Gletscherschwingungen des Internationalen Geophysikalischen Jahres, der Internationalen Hydrologischen Dekade. Von 1965 bis 1974 leitete er die Erforschung der Gletscher des Berg-Gletscher-Beckens nach den Programmen der Internationalen Hydrologischen Dekade. Im Herbst 1992 nahm er zum letzten Mal an der Gletscherexpedition teil. Im Jahr 2007 veröffentlichte er das Buch Methodologische Aspekte von Studien der Massenbilanz und Fluktuationen von Berggletschern, das eine kurze Anleitung für die Erstellung und Durchführung von Feldbeobachtungen und Laboranalysen von Daten ist. Bis 2015, als er bereits 94 Jahre alt war, arbeitete er als leitender Forscher am Institut für Geographie LLP, dem nationalen wissenschaftlichen und technischen Holding Parasat des Ministeriums für Bildung und Wissenschaft der Republik Kasachstan.
Mit seiner Frau Valentina Georgievna Makarewitsch (im Starchenko) traf er sich 1950 im Talgar-Alpagger. Valentina arbeitete als Chemielehrerin in höheren Bildungseinrichtungen. Das Ehepaar war 66 Jahre lang verheiratet und hat zwei Kinder. 
Konstantin G. Makarewitsch starb am 17. Juni 2017. Er wurde auf dem Stadtfriedhof in Almaty beigesetzt.

### Bergsteigen
Konstantin Grigorjewitsch Makarewitsch machte mehr als dreißig Besteigungen, von denen acht zum ersten Mal bezwungen wurden und zu dieser Zeit „weiße Flecken“ auf topographischen Karten waren. Die erste Erfahrung des Kletterns unter dem alpinen Lager „Tsvetmet“ (jetzt „Talgar“) an die Spitze der Kategorie der Jubiläen 1B wurde 1940 begangen, wofür er das Abzeichen „Bergsteiger der UdSSR I. Grades“ erhielt. 1946, nach der Demobilisierung, erhielt er vom Leiter des Alpinisten Tsvetmet eine Einladung zum Praktikum als Ausbilder. Von 1948 bis 1952 kehrte er am Ende der Bergsteiger-Saison nach Swerdlowsk zurück, um zu studieren. Während dieser Zeit unternahm er zahlreiche Besteigungen auf Höhen unterschiedlicher Schwierigkeitsgrade.
In Alma-Ata nahm er Verbindungen mit dem Geographischen Sektor der Akademie der Wissenschaften der kasachischen SSR (jetzt das Institut für Geographie des Ministeriums für Bildung und Wissenschaft der Republik Kasachstan) auf. Das erste praktische Wissen in der Erforschung von Gletschern wurde während Kletterbesteigungen erhalten. Später wurden auf der Basis des Talgar-Lagers (ehemals Tsvetmet) zwei Sport- und wissenschaftliche Expeditionen organisiert und durchgeführt: eine zum Oberlauf der Issyk-Schlucht (1950), die andere zu den Gletschern von Rechts Talgar und Zharsaya (1952). Im Jahr 1950 wurde eine Reihe von Aufstiegen zu namenlosen Gipfeln unter der Führung von Konstantin Grigorjewitsch Makarewitsch unternommen, wobei einer der Gipfel den Namen „Gipfel der Achtzehn“ zu Ehren der ersten achtzehn Erstgeborenen erhielt, die diesen Namen bis 1952 tragen und in „Kokbulak Peak“ umbenannt wurden.
Die Ergebnisse der Expeditionen wurden in zwei Artikeln der Sammlungen „Defeated Peaks“ für 1951 und 1953 in Moskau veröffentlicht. Für die Besteigung des Gipfels Talgar im Jahr 1951 aus dem Süden, vom Talgar-Pass erhielt die Schwierigkeitskategorie 5A das Abzeichen „Bergsteiger der UdSSR II. Grades“. Er arbeitete von 1946 bis 1955 als Bergsteigerlehrer in der alplagea.

### Forschungsaktivitäten
Mehr als 40 Jahre lang beschäftigte Makarewitsch sich vor allem mit der Untersuchung der Massenbilanz von Gletschern, wobei er diesen Aspekt als die wichtigste Richtung in der Glaziologie betrachtete. Er glaubte auch, dass das Studium der Gletscher ein wichtiger Aspekt der nationalen Sicherheit des Landes ist, da es eine der strategischen Ressourcen für Süßwasser unter trockenen Bedingungen ist.
Das Internationale Geophysikalische Jahr war ein aktiver Initiator der Aufnahme der glaziologischen Forschung und des Glaziologie-Sektors des Geographischen Institutes in die Institutionen zum internationalen Austausch von Beobachtungsdaten und deren Publikationen innerhalb des IGY. In der Person des administrativen und wissenschaftlichen Leiters bildete er eine Forschungsgruppe von 35 Personen. Der Inhalt der Forschung, die während des IGY am Tuyuksu-Gletscher durchgeführt wurde, wurde ausführlich in der Sammlung „Allgemeine Beschreibung der Forschung“ beschrieben. 
Makarewitsch glaubte, dass das Massengleichgewicht des Gletschers eng mit der Höhe der Gletschernutzungsgrenze zusammenhängt, auf deren Grundlage er die Eigenschaften von Gletschern berechnet und den Einfluss von klimatischen Faktoren auf die Vereisung des Tien Shan vorhersagte. Auf der Grundlage der Langzeitdaten zur Akkumulation, Abtragung und zum Massengleichgewicht der Gletscher wurde die wichtigste Schlussfolgerung über die systematische Reduktion von Gletschern sowie die potentielle Gefahr einer Beschleunigung des Schmelzprozesses aufgrund zunehmender anthropogener Einflüsse gezogen. In den letzten 50 Jahren sind 38,2 Millionen Kubikmeter Wasser abgeflossen. Nach den Schätzungen von Makarewitsch hat sich der Gletscher im Jahr 2009 um mehr als 50 Jahre um 700 Meter zurückgezogen, und wenn die Abtragungsrate anhält, kann der Gletscher nach 120 Jahren verschwinden. Er war daran interessiert, die Effizienz der Beobachtungen des Gletscherregimes zu verbessern. Er hat den Problemen der räumlichen Veränderungen der Gletscher, des internen und externen Stofftransports große Aufmerksamkeit geschenkt und eine radio-geodätische Methode entwickelt, um „Express-Daten“ über die Geschwindigkeit der Veränderung der Masse des Gletschers zu erhalten. Er studierte auch die pulsierenden Gletscher, zu denen die Gletscher Korzhenevsky, Shokalsky, Kroshka, Kassin, Konstitutionen, Southern Talgar in der Bergkette der Zailiysky Alatau gehören.

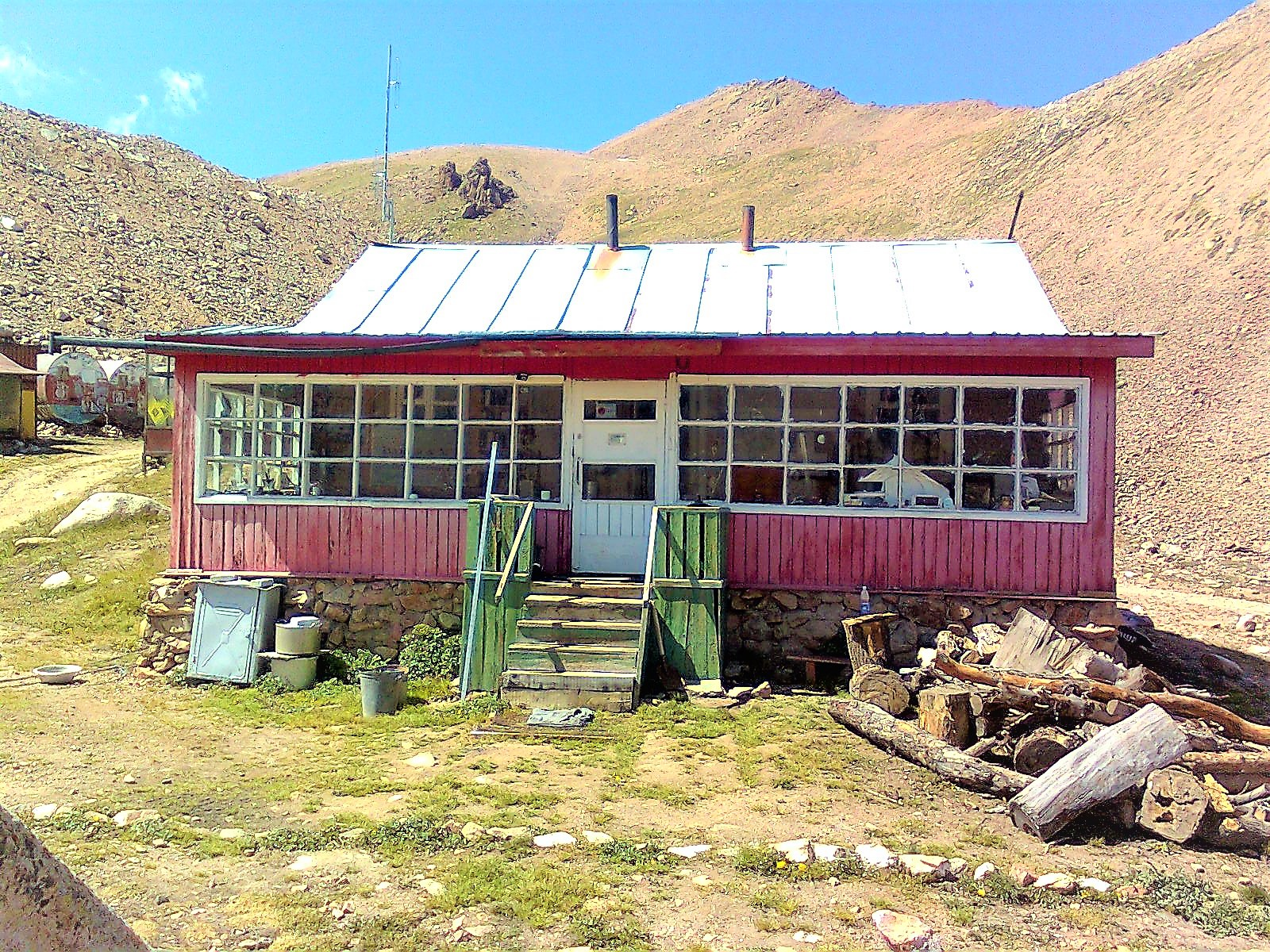
Tuyuksu Station T1. Haus der Beobachter

In den 1970er Jahren beteiligte er sich aktiv an der Erforschung den thermophysikalischen Eigenschaften von künstlich erzeugtem Eis auf der Hochgebirgs-Eisbahn Medeo. Die Forschungsaufgabe bestand in der Möglichkeit, eine bestimmte Temperatur des Eises beizubehalten, um ein optimales Gleiten bei wechselnden Wetterbedingungen zu gewährleisten, sowie die Wirkung der Sonnenstrahlung und des thermischen Zustands von Kunsteis. Er ist einer der Autoren des Patents auf dem Weg, die Eisbahn Medeo zu schaffen.
Besonderes Augenmerk gilt dem Gletscher Central Tuyuksu, der in den veröffentlichten Sammlungen des World Glacier Monitoring Service (Schweiz) für die zentralasiatische Region zu einem repräsentativen Gletscher wurde. Dank seiner Bemühungen wird die ständige Erforschung des zentralen Tuyuksu-Gletschers seit 1956 bis heute betrieben. Materialien über die Schwankungen der Gletscher, die mit einer Periodizität von 5 Jahren ausgestellt wurden, sind auf der Website des Weltdienstes für die Überwachung von Gletschern verfügbar. Die Website bietet auch Bulletins der Mass of Glaciers Balance und die jährlichen Glacier-Change-Studien, die alle 2 Jahre veröffentlicht werden.
Zwei Gletscher sind für seinen Beitrag zur Entwicklung und Popularisierung der Glaziologie nach ihm benannt: einer im Transili-Alatau (am Oberlauf des Kaskelen), der andere im Dsungarischen Alatau (im Aksu-Becken) sowie zwei Pässe im Transili-Alatau (4000 m) und Dsungarischer Alatau (3850 m, im Oberlauf des Flusses Kory von Karatal).

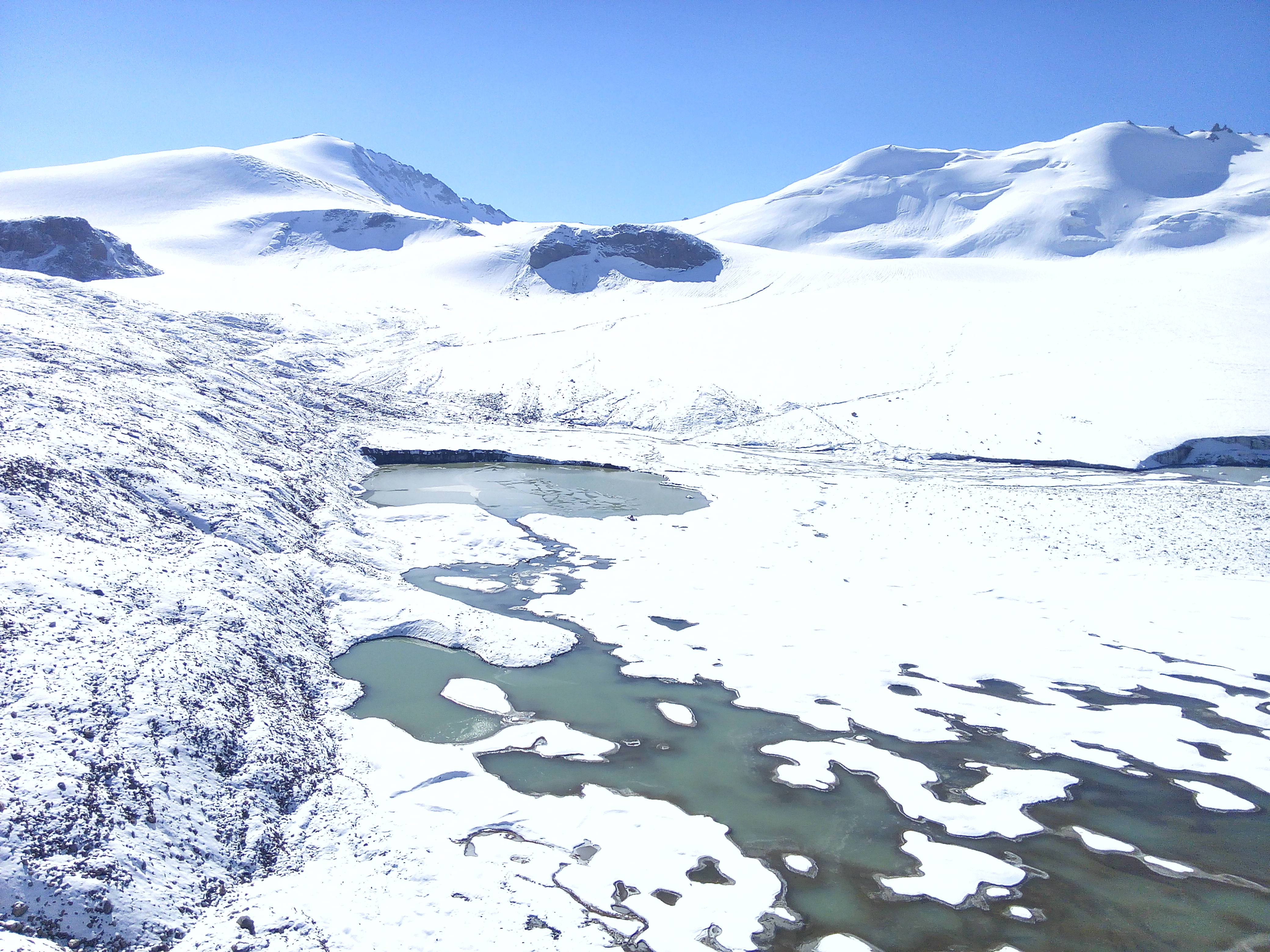
Makarevich-Gletscher, Kaskelen-Schlucht, Zailiisky Alatau, 2016

### Wissenschaftliche und öffentliche Aktivitäten (1956–1992)
- Während 20 Jahren vertrat er die Sowjetunion im World Glacier Monitoring Service (WGMS)
- Mitglied der Sektion Glaziologie und Vorsitzender der Arbeitsgruppe Gletschervarianzen und Mitglied der Arbeitsgruppe
- Mitglied der Glaziologischen Gesellschaft der GUS; Herausgeber von Sammlungen über Geographie und Glaziologie von Kasachstan
- Mitglied der Redaktion der wissenschaftlichen Zeitschrift „Materials of Glaziological Studies“
- Mitglied der Redaktion des Atlas der Kasachischen SSR, Bd. 1 „Natürliche Bedingungen und Ressourcen“
- Mitglied der Redaktion des Atlas der weltweiten Schnee- und Eisressourcen unter der Rubrik „Gletscherfluktuationen“
- Mitglied des Akademischen Rates des Instituts für Geographie der Akademie der Wissenschaften der Kasachischen SSR
- Aktiv beteiligt an der Vorbereitung der Begründung für die Umwandlung des Geographischen Instituts in das Geographische Institut der Akademie der Wissenschaften der Kasachischen SSR
- Mitglied des wissenschaftlich-technischen Rates der „Kazglavlezalezaschita“
- Organisator mehrerer All-Union und Internationaler Symposien und Seminare zur Glaziologie in Almaty
- Teilnehmer internationaler Symposien und Seminare in der UdSSR, Frankreich, England, Schweiz, China, Russland.

### Populärwissenschaftliche und literarische Tätigkeit
Eines der wichtigsten populärwissenschaftlichen Werke wurde das autobiografische Buch „Das Leben ist den Gletschern gewidmet“ aus dem Jahr 2004, dessen zweite Auflage 2016 veröffentlicht wurde. Auch eines der neuesten populärwissenschaftlichen Werke war „Fotoatlas Ili Alatau Gletscher (Trans-Ili Alatau, Nord Tien Shan)“, dessen Erstveröffentlichung im Jahr 2011 bereits drei Neuauflagen folgten, zeigt retrospektiv Bilder des Tien-Shan-Gletschers, die die Entwicklung des Gletschers in dieser Region seit dem Anfang des 20. Jahrhunderts dokumentieren. Einige von Makarewitschs Fotografien sind in dem Booklet veröffentlicht, das dem Projekt „Music of the Glacier“ gewidmet ist.
Neben seiner wissenschaftlichen Arbeit schrieb er auch „Memoiren über die Teilnahme am Großen Vaterländischen Krieg 1941–1945“, gewidmet der Kriegsperiode. Im Jahr 2001 schrieb er ein Essaybuch über das deutsche Leben, „Ах Берлин“ (deutsch Ach, Berlin), ein Jahr später veröffentlichte er eine überarbeitete Version namens „Berlin durch die Augen eines Reisenden“ in Koautorschaft mit seiner Tochter Alissa Konstantinowna Uwarowa. Er ist der Autor des Essays „Hymn of the Horse“, gewidmet der unbezahlbaren Hilfe von Pferden in der Entwicklung des Hochlandes, veröffentlicht in einer der Ausgaben „Materialien der Glaziologischen Studien“.
Im Jahr 2014 wurde ein Buch mit dem Titel „Das Leben des Tuyuksu-Gletschers. Vergangenheit, Gegenwart und Zukunft“ veröffentlicht, das die Daten einer 50-jährigen Beobachtung des Gletschers, seines Regimes, Veränderungen der morphometrischen Parameter, des hydrologischen Regimes und des externen und internen Stofftransports sowie die Erholungsbewertung des Gletscherbeckens zeigen.

## Auszeichnungen
- zwei Orden des Vaterländischen Krieges II. Klasse (Nr. 336670 am 11. April 1945 und Nr. 1757093 am 6. April 1985)
- zwei Orden des Roten Sterns (Nr. 836505 am 3. September 1944 und Nr. 2510201 am 9. April 1945)
- Medaille „10 Jahre Astana“ Nr. 11719
- Jubiläumsmedaille „Zum Gedenken an den 100. Geburtstag von Wladimir Iljitsch Lenin“ am 10. Juni 1970
- Medaille „Sieg über Deutschland“
- Jubiläumsmedaille „70 Jahre des Sieges im Großen Vaterländischen Krieg 1941-1945“, 2. April 2015
- Medaille „Für die Einnahme Königsbergs“
- Medaille „Veteran der Arbeit“, 2. Dezember 1983
- Der Gewinner des sozialistischen Wettbewerbs im Jahr 1973 im Namen des Präsidiums der Akademie der Wissenschaften der kasachischen SSR
- Bergsteiger der UdSSR I Bühne, 1940
- Bergsteiger der UdSSR II Bühne, 1951
- Zeichen „25 Jahre Sieg im Großen Vaterländischen Krieg“
- Abzeichen „Frontmann von 1941-1945“
- Abzeichen „25. Jahrestag des Sieges im Großen Vaterländischen Krieg 1941–1945“

## Publikationen
Für seine Forschung und literarische Tätigkeit veröffentlichte er mehr als 200 wissenschaftliche Publikationen, Monographien, Essays und Bücher.